# La Rose et l'Épée
Pour plus de détails, voir Fiche technique et Distribution.
La Rose et l'Épée (The Sword and the Rose) est un film américain réalisé par Ken Annakin sorti le 23 juillet 1953 inspiré du roman When Knighthood Was in Flower (1898) de Charles Major, écrit sous le pseudonyme Edwin Caskoden.

## Synopsis
À la cour d'Henri VIII, la sœur du roi, Marie Tudor s'éprend d'un jeune homme en route pour les Amériques, Charles Brandon. Afin de le garder auprès d'elle, elle le fait nommer capitaine de la Garde mais cela provoque la jalousie du duc de Buckingham, amoureux de la jeune femme. Charles préfère partir pour sa destination première que de s'engager dans une romance dangereuse, mais Marie se déguise en garçon et le rejoint.
Le couple est découvert et Charles emprisonné dans la Tour de Londres. Selon les plans d'Henri VIII, Marie est envoyée en France pour épouser Louis XII malgré les protestations de la jeune femme. Elle décide de tout faire pour que le roi de France meure, ce qui survient. Son successeur François Ier lui fait rapidement des avances.
À Londres, le duc de Buckingham a organisé en cachette l'évasion de Charles en espérant qu'il soit tué durant sa fuite. Le duc se rend alors en France pour sauver Marie et sur le chemin du retour l'informe de la mort de Charles. Toutefois, Charles est toujours vivant et le fait savoir en provoquant le duc en duel sur la route du port. Charles et Marie s'enfuient, poursuivis par le duc, mais ce dernier les rattrape avant l'embarquement. Le combat entre le duc et l'ancien capitaine de la garde se poursuit et s'achève par la mort du duc.
De retour à la cour d'Henri VIII, Marie intrigue pour faire changer les plans de son frère, qui cherche à obtenir les faveurs du roi de France par son entremise tout en conservant la dot. Elle réussit à obtenir un titre et des terres pour son capitaine.

## Fiche technique
- Titre : La Rose et l'Épée
- Titre original : The Sword and the Rose
- Réalisation : Ken Annakin assisté de Peter Bolton
- Scénario : Lawrence Edward Watkin d'après le roman de Charles Major
- Photographie : Geoffrey Unsworth
- Montage : Gerald Thomas
- Direction artistique : Carmen Dillon
- Effets Visuels : Peter Ellenshaw (artiste matte)
- Chorégraphe : David Paltenghi
- Costumes : Fred Arlington Valles
- Maquillage : Geoff Rodway
- Coiffure : B. Chrystal
- Musique
  - Composition originale : Clifton Parker
  - Orchestre : Orchestre philharmonique royal
  - Chef d'orchestre : Muir Mathieson
- Consultant Technicolor : Joan Bridge
- Producteur : Perce Pearce
- Directeur de production : Douglas Pierce
- Responsable d'équipe : George Mills
- Société de production : Walt Disney Productions
- Société de distribution : RKO Radio Pictures
- Pays d'origine : États-Unis
- Langue : anglais
- Format : Couleurs - 1,37:1 - Mono - 35 mm
- Genre : Aventure
- Durée : 92 minutes
- Date de sortie : 23 juillet 1953

Sauf mention contraire, les informations proviennent des sources concordantes suivantes : Leonard Maltin, John West et IMDb

## Distribution
- Richard Todd : Charles Brandon
- Glynis Johns : Princesse Mary Tudor
- James Robertson Justice : Roi Henry VIII
- Michael Gough : Duc de Buckingham
- Jane Barrett : Lady Margaret
- Peter Copley : Sir Edwin Caskoden
- Rosalie Crutchley : La Reine Catherine d'Aragon
- D.A. Clarke-Smith : Cardinal Wolsey
- Ernest Jay : Lord Chamberlain
- John Vere : Lawyer Clerk
- Philip Lennard : Chaplain
- Bryan Coleman : Comte de Surrey
- Phillip Glasier : Fauconnier royal
- Jean Mercure : Roi Louis XII
- Gérard Oury : Dauphin de France
- Fernand Fabre : De Longueville
- Robert Le Béal : Physicien royal
- Gaston Richer : Antoine Duprat
- Helen Goss : Princesse Claude de France
- Anthony Sharp : Ambassadeur de France

Sauf mention contraire, les informations proviennent des sources concordantes suivantes : Dave Smith, Leonard Maltin, John West et IMDb

### Voix françaises
- Roland Ménard : Charles Brandon
- Rolande Forest : Princesse Mary Tudor
- Pierre Morin : Roi Henry VIII
- Jacques Beauchey : Duc de Buckingham
- Pierre Gay : Sir Edwin Caskoden
- Abel Jacquin : Cardinal Wolsey
- Fernand Fabre : De Longueville

## Sorties cinéma
Sauf mention contraire, les informations suivantes sont issues de l'Internet Movie Database.
- États-Unis : 23 juillet 1953
- Irlande : 18 décembre 1953
- Finlande : 29 janvier 1954
- Japon : 12 février 1954
- Italie : 18 février 1954
- Allemagne de l'Ouest : 5 mars 1954
- France : 7 avril 1954
- Portugal : 9 avril 1954
- Suède : 12 avril 1954
- Hong Kong : 13 mai 1954
- Danemark : 21 mai 1954
- Philippines (Davao): 3 juin 1954
- Autriche : 27 août 1954
- Uruguay : 8 novembre 1954
- Turquie : janvier 1955

## Origine et production
À la fin de l'année 1948, les fonds du studio Walt Disney Pictures bloqués dans les pays étrangers, dont le Royaume-Uni, dépassent les 8,5 millions d'USD. Walt Disney décide de créer un studio en Grande-Bretagne, Walt Disney British Films Ltd ou Walt Disney British Productions Ltd en association avec RKO Pictures et lance la production de L'Île au trésor (1950). Avec le succès de Robin des Bois et ses joyeux compagnons (1952), Walt souhaite conserver l'équipe de production pour faire un second film et choisit La Rose et l'Épée inspiré du roman When Knighthood Was in Flower (1898) de Charles Major. Le réalisateur Ken Annakin, le producteur Douglas Pierce, le scénariste Lawrence Edward Watkin, la directrice artistique Carmen Dillon sont chargés de porter cette production vers le succès. C'est le second projet d'Annakin pour le studio et le troisième film produit avec des fonds bloqués en Angleterre.
Au début de la production, Annakin et Dillon sont partis à Burbank, dans les studios Disney pour développer le scénario et définir la mise en scène grâce à des storyboards, technique découverte par Annakin sur la production de Robin des Bois. Durant cette étape, à chaque fois qu'un lot de storyboard avait été fini, il était présenté à Walt Disney qui le commentait et apportait sa touche personnelle. Pour Annakin, la quasi absence de travail sur les dialogues durant cette période lui a octroyé une grande liberté à ce sujet. Annakin décrit le travail de la directrice artistique Carmen Dillon comme le plus précis historiquement au monde avec une grande connaissance des costumes des accessoires, de tout.
Walt Disney est venu superviser la production du film au Royaume-Uni de juin à septembre 1952. L'équipe a passé plusieurs mois à rechercher les éléments de détail pour rendre le film plus réaliste. Le travail en pré-production a permis de réduire les besoins en décors naturels au profit de décors reproduits en studio et réalisés par Peter Ellenshaw. Ellenshaw a peint 62 décors pour les différentes scènes,,. Selon Maltin, le travail d'Ellenshaw est tel qu'il est parfois impossible de dire où commence la peinture et où finit la réalité.
À l'instar de L'Île au trésor (1950), la production a été perturbée par une grève des électriciens britanniques qui provoquaient des coupures trois ou quatre fois par jour.

## Sortie et accueil
Le budget du film dépasse celui de Robin des Bois et ses joyeux compagnons mais génère à sa sortie seulement 2,5 millions d'USD. Toutefois il a été accueilli froidement principalement au Royaume-Uni en raison de ses approximations historiques malgré une critique du London Times qui accorde à Marie « des moments remarquablement vivants » et à James Robertson Justice une aura royale. De l'autre côté de l'Atlantique, aux États-Unis malgré le faible intérêt pour la réalité historique, le New York Times considère le film comme un « imbroglio d'époque gentillet et parfois laborieux. » Malgré ces critiques, l'équipe chargée par Disney de faire ce second film en terre britannique est reprise pour un troisième film historique, Échec au roi (1953).
Le film a été sérialisé dans l'émission Disneyland sur ABC sous le nom du livre original, When Knighthood was in Flower, et diffusé le 4 novembre et 11 novembre 1956,, titre du livre original. Le film est sorti en vidéo en 1985 et 1993.

## Analyse
Dave Smith écrit que malgré les inexactitudes historiques, le film a été un succès en raison du jeu de ses acteurs et du talent de Peter Ellenshaw. Pour Leonard Maltin, La Rose et l'Épée possède un caractère historique équivalent à Pinocchio (1940) et reste avant tout un divertissement dramatique présentant des acteurs en costume. John West qualifie le film d'excellent avec un script magnifique, des acteurs splendides et une utilisation de qualité des peintures matte. West ajoute que c'est la troisième et la plus élaborée des productions britanniques de Disney du début des années 1950. Il note toutefois que la distribution du film ne compte aucun enfant et que le script est très adulte dans son approche mais Walt Disney a confirmé que le studio n'a jamais souhaité d'en faire un film pour adulte. Disney a déclaré au Atlanta Journal-Constitution que tous ses films sont pour les adultes qu'ils soient restés jeunes d'esprit ou nés vieux car la plupart conservent un amour pour la fantaisie et les aventures héroïques jusqu'au dernier jour de leur vie.
Le travail sur les décors de Peter Ellenshaw lui a permis d'obtenir presque un « contrat à vie » avec le studio Disney ; il s'installe aux États-Unis après le tournage de Vingt Mille Lieues sous les mers (1954).
Douglas Brode fait un parallèle entre La Rose et l'Épée et La Belle et le Clochard alors en production dans lesquels deux personnages féminins de noble lignée s'éprennent d'un personnage masculin pauvre, relation similaire à celle de Zorro et la Senorita Elena Torres dans Zorro.
Steven Watts voit dans La Rose et l'Épée et Échec au roi (1953) une préoccupation du studio Disney pour la liberté individuelle luttant contre de puissants structures sociales ou gouvernements. Il est rejoint sur cette vision par Douglas Brode. Brode considère le film et par exemple la scène du bal, non pas comme une vision conservatrice, mais comme une incitation aux « danses folles » (comme le twist) destinées à la jeunesse américaine des années 1950 et 1960. La danse du bal ressemblance plus à une compétition de danse des années 1950 qu'un menuet de l'Angleterre pré-élisabetaine. Brode y voit une forme d'implication rebelle. La proximité des danseurs, les pas et le rythme s'apparentent à la volte qui est ici introduite à la cour par une Marie Tudor proche de l'adolescente rebelle. De plus, Henry VIII profite de la proximité offerte par cette danse pour conter fleurette à une jeune femme de sa cour. Brode cite la réplique de Marie à une personne plus ancienne choquée par cette danse : « Ne puis-je pas avoir la musique et la danse que j'aime à mon propre bal ? ». Brode rappelle que deux années plus tard le rock 'n' roll bouleverse la nation américaine.